# Speedwell Island
L'île Speedwell (en anglais, Speedwell Island; en espagnol, Isla Águila) est une des îles Malouines (en anglais, Falkland Islands; en espagnol, Islas Malvinas).

## Administration
Les îles sont administrées par le Royaume-Uni dans le cadre du Territoire britannique d'outre-mer des îles Falkland. Elle est revendiquée par la République argentine, qui en fait une partie du Département des îles de l'Atlantique Sud dans la province de Terre de Feu, Antarctique et îles de l'Atlantique sud.

## Description
L'île a une superficie de 51,5 km2, mesurant environ 17,5 km2 du nord au sud et 5 km dans sa partie centrale la plus large. Elle est généralement de faible altitude avec quelques étangs permanents. Elle est séparée de Lafonia par Eagle Passage (en), qui conserve l'ancien nom de Eagle Island. C'est la plus grande du groupe Speedwell Island, qui comprend Elephant Cays, George Island, Barren Island et Annie Island.

## Écologie
Speedwell, l'une des plus grandes îles sans rongeurs des Malouines, abrite une population florissante d'oiseaux chanteurs, d'oiseaux de mer et de manchots indigènes. Au total, plus de 40 espèces d'oiseaux ont été recensées sur l'île. La colonie de reproduction d'otaries d'Amérique du Sud à Speedwell Pass produit environ 90 petits par an, et les animaux se retrouvent sur la plupart des îles du groupe, y compris Speedwell elle-même. L'île a également été exploitée comme un élevage ovin pendant plus d'un siècle, entraînant une grave érosion des sols dans les zones côtières en raison du surpâturage.

## Zone ornithologique
Le groupe des îles Speedwell (à l'exclusion des Elephant Cays, qui forment une ZICO distincte) a été identifié par BirdLife International comme une zone importante pour la conservation des oiseaux (ZICO).
Les oiseaux pour lesquels le site est important pour la conservation comprennent le cinclode fuligineux, le troglodyte de Cobb, le goéland de Scoresby (500 couples reproducteurs), le brassemer des Malouines (600 couples), le manchot de Magellan (10 000 couples), l'ouette à tête rousse, le puffin fuligineux, le pétrel géant (1 000 couples),le caracara austral et le petit mélanodère à sourcils blancs...

## Galerie

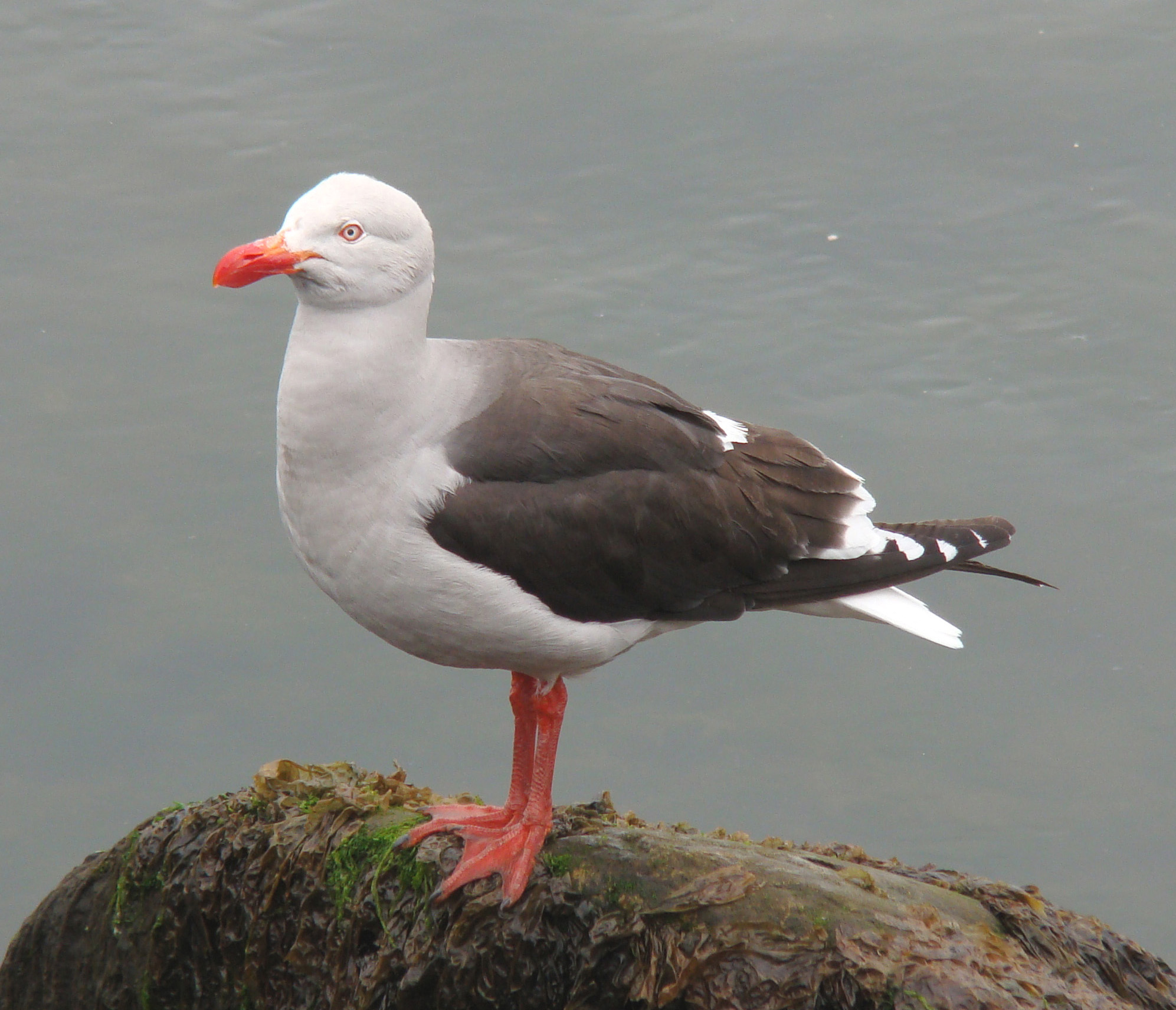
Goéland
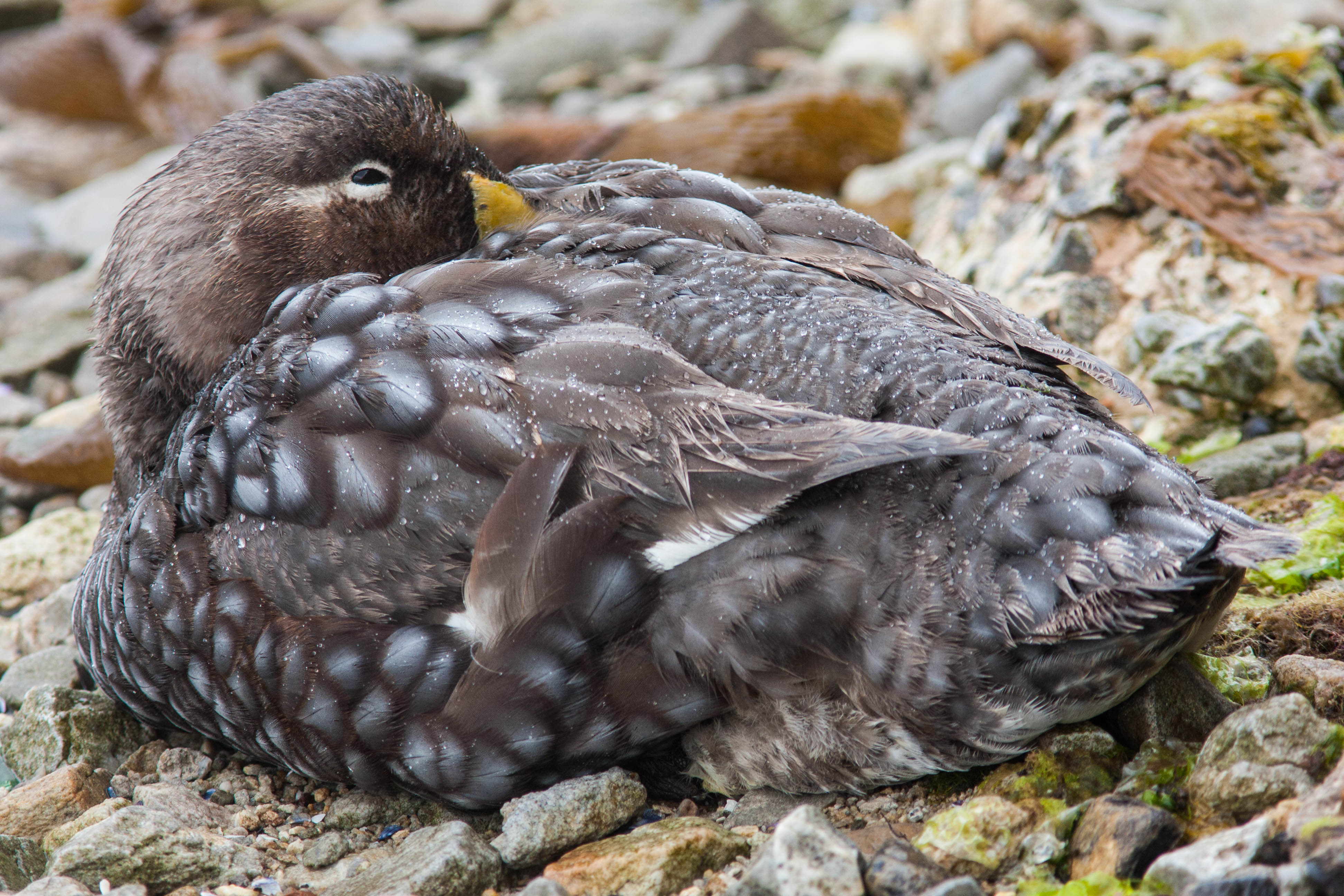
Brassemer des Malouines
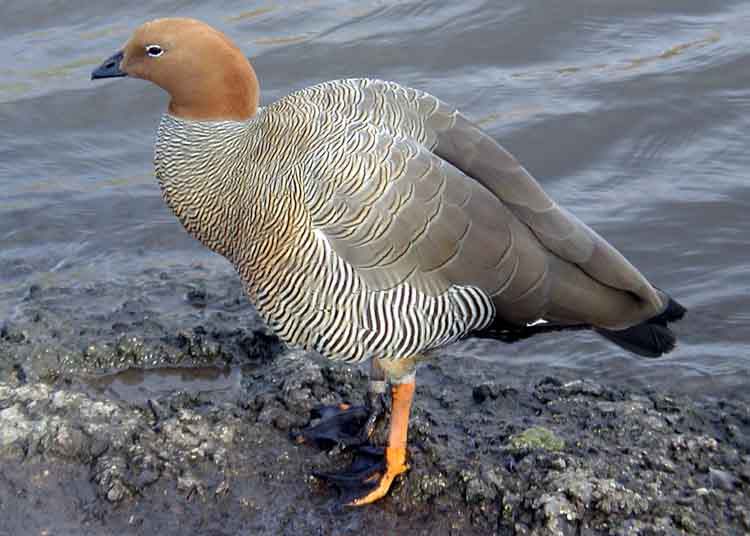
Ouette à tête rousse
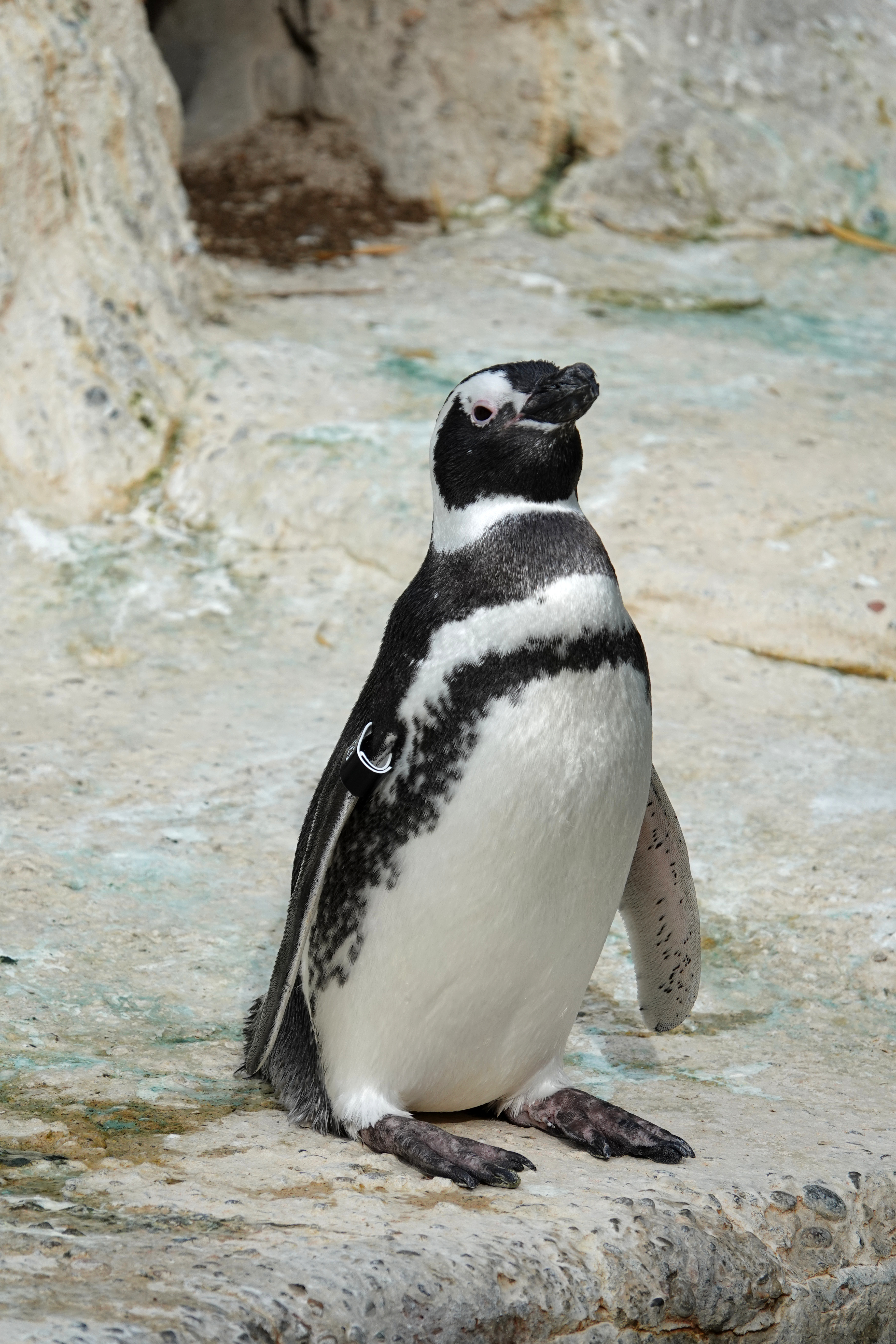
Manchot de Magellan
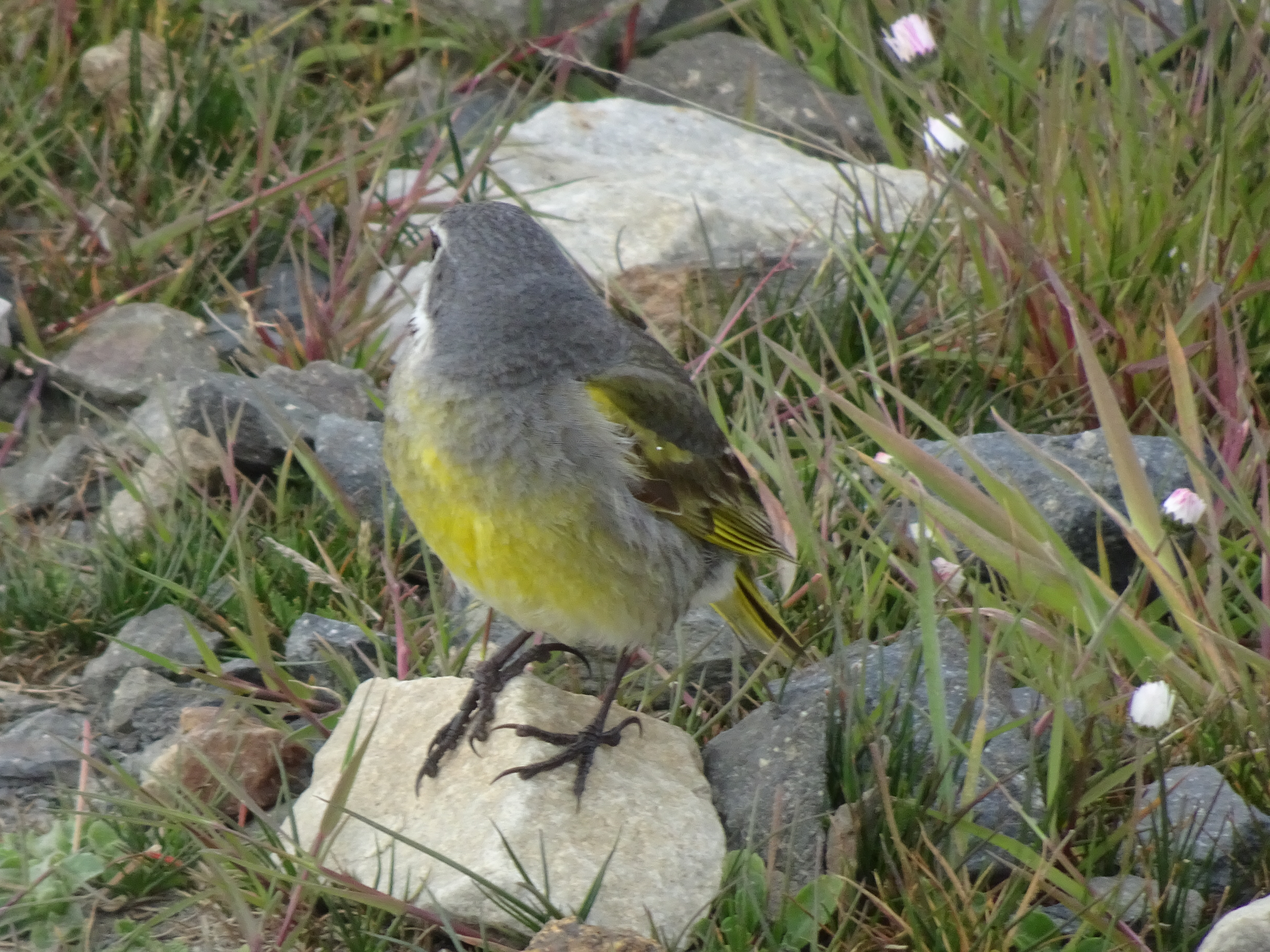
Mélanodère